# Patrimonio
Patrimonio település Franciaországban, Haute-Corse megyében. Lakosainak száma 877 fő (2022. január 1.). Patrimonio Farinole, Barbaggio, Bastia, Saint-Florent és Ville-di-Pietrabugno községekkel határos.

## Népesség
A település népességének változása:
| Lakosok száma | 393  | 447  | 645  | 668  | 672  | 736  | 807  | 841  | 881  | 877  |
|               | 1968 | 1982 | 1999 | 2006 | 2011 | 2015 | 2017 | 2018 | 2020 | 2022 |